# تيري بالمر (متزحلق جبال الألب)
تيري بالمر (بالإنجليزية: Terry Palmer)‏ هو متزحلق جبال الألب أمريكي، ولد في 20 فبراير 1952 في كامبريدج في الولايات المتحدة.

## وصلات خارجية
- تيري بالمر على موقع الاتحاد الدولي للتزلج (التزلج على المنحدرات الثلجية) (الإنجليزية)
- تيري بالمر على موقع أوليمبيديا (الإنجليزية)